# Ел Тумбао (Порторико)
Ел Тумбао (шп. El Tumbao) град је у америчкој острвској територији Порторико, острвској држави Кариба.

## Демографија
По попису из 2010. године број становника је 2.511.
| Група             | 2000.    | 2010.         |
| Белци             | 0 (0,0%) | 12 (0,5%)     |
| Афроамериканци    | 0 (0,0%) | 198 (7,9%)    |
| Азијати           | 0 (0,0%) | 0 (0,0%)      |
| Хиспаноамериканци | 0 (0,0%) | 2.495 (99,4%) |
| Укупно            | 0        | 2.511         |